# حسين بن دلدار علي الهندي
السيد حسين بن دلدار علي النقوي النصير آبادي الهندي (1211 هـ - 1274 هـ). هو رجل دين وفقيه شيعي هندي ينتمي لأسرة شيعيّة معروفة إذ أنّه خامس أولاد المرجع الشيعي دلدار علي الهندي، وقد ابتدأ تعليمه الديني تقليدياً على والده وأخيه الأكبر المعروف بسلطان العلماء، والهندي مؤسس أول مدرسة شيعيّة نظاميّة تدرس العلوم الدينيّة (الحوزويّة) في الهند، وهي المدرسة السلطانيَّة.

## أعماله
تعد المدرسة السلطانيَّة من أبرز آثار الهندي، وهي أول مدرسة دينيَّة شيعيَّة أسست في الهند، وكان تأسيسها بإشارته على السلطان أمجد علي شاه، وقد أمر تلميذه محمد عباس التستري بتأليف رسالة في هذا الشأن، وقد عرضها على السلطان محمد تقي بن حسين الهندي، فأجاب السلطان إلى ذلك وبذل الأموال لرفع منارها وتشييد دعامها وكان بدء تأسيسها في الثالث من جمادى الأولى 1259 هـ، واستقطبت عدداً من طلاب الحوزة إليها، وقد اكتفوا بما قرر لهم من الرواتب الشهريَّة عن مؤونة الارتزاق، وقد عيَّن الهندي لها مدرسين كابنه محمد تقي وأحمد علي المحمد آبادي، ومحمد عباس التستري، وغيرهم، «وتخرج فيها كثير من أهل العلم والفضل»، وقد اشتغل الهندي بالتدريس و«خف إليه الطلاب من كل جانب، وأكبَّ عليه الأفاضل للاستفادة، ولم يعهد لأحد من علماء الهند أنه تخرج عليه مثلما تخرج على المترجم من أساطين الدين والعلماء الأعلام»، ومن مشاهير تلامذته: محمد عباس التستري، ومحمد تقي الهندي (ابنه)، وحامد حسين الهندي، ومحمد هادي بن مهدي بن دلدار علي الهندي وهو ابن أخيه وصهره على بنته، وأولاد حسين الشكوة آبادي، ومحمد النيشابوري الأخباري، وعلي تقي الزيدفوري.

## مواجهة الشيخية
كان حسن العظيم آبادي أبرز مدافع عن الشيخيَّة ومروج لها في أودة [الإنجليزية] الهنديَّة، وينتمي العظيم آبادي إلى أسرة من دلهي غير أنّها تستوطن پتنا، وقد شدّ رحاله إلى لكهنو في مرحلة الشباب، وهناك كان أول احتكاك له مع حسين الهندي حيث درس عنده، وصنَّف رسالته في صلاة الجمعة في ذلك الوقت في عشرينيات القرن السابع عشر، ثم ارتحل للحجّ وزيارة المقدّسات الشيعيَّة في العراق، وآثر الإقامة في كربلاء، وهناك صار من الأتباع المقرّبين لكاظم الرشتي المرجع الثاني للشيخيَّة بعد أحمد بن زين الدين الأحسائي، وبقي فترة معه في كربلاء متأثراً به.
عاد العظيم آبادي سنة 1836 من العراق إلى لكنهو، واشتغل بالوعظ والخطابة ونشر آراء الأحسائي والرشتي على المنابر، بل وترجم كتاباً من كتب الأحسائي من العربيَّة إلى الفارسيَّة. ووفقاً لبعض المصادر المعتمدة لدى الأطراف المناوئة للشيخيَّة، فإن العظيم آبادي إدّعى لنفسه الكشف. وكان حسين الهندي يرى أنّ من الأفضل تجاهل العظيم آبادي، غير أنّه وجد نفسه مجبوراً على الردّ على تلميذه السابق حينما رآى كثيراً من الناس ينساقون وراءه، وكان مهدي الأسترآبادي الذي له سوابق في مواجهة الشيخيّة في كرمانشاه؛ قد انضمّ لمواجهة العظيم الآبادي.
ومما ذكره عبد الحي اللكنوي في ترجمته للعظيم آبادي بعد ذكر ميله للشيخيَّة: «فأنكر أستاذه حسين بن دلدار علي وبذل جهده في إصلاحه، وصنف الإفادات الحسينية في الرد على الرشتي»، ثم نقل بعض كلمات الهندي من مفتتح كتابه الإفادات الحسينية والمشتملة على نقد الهندي لتلميذه العظيم آبادي، فقال ضمن ما قال: «ومن غريب ما اتفق أن بعض أفاضل ممن قرأ علي دهراً طويلاً ووثقت به وواسيته لأنه سلك مسلكاً رضياً وما هو أحسن سبيلاً، سافر إلى حج بيت الله الحرام ثم إلى مشاهد أئمة العراق - عليهم ألف تحية وسلام - فوصل إلى خدمة علماء الحائر المنيف ونظر إلى معركة عظمى بين الوضيع والشريف وأدرك بها الفاضل الرشتي فألفاه بزعمه عالي الكعب في العلوم، فأحسن الظن به وبقي في صحبته واستفاد من خدمته ما أفسد عليه من عقيدته، ثم رجع إلينا وقد رشح في قلبه الباطل ثم استجازني فطويت عنه كشحاً وأعرضت وجهي عنه صفحاً وعرض لي التأسف وأخذني التلهف على ما أحدث في الإسلام والتبس على الأنام سيّما هذا الذي كان من خلاني الكرام وكنت أحسبه من أولي الأفهام فنبهته فلم ينتبه».

## وفاته

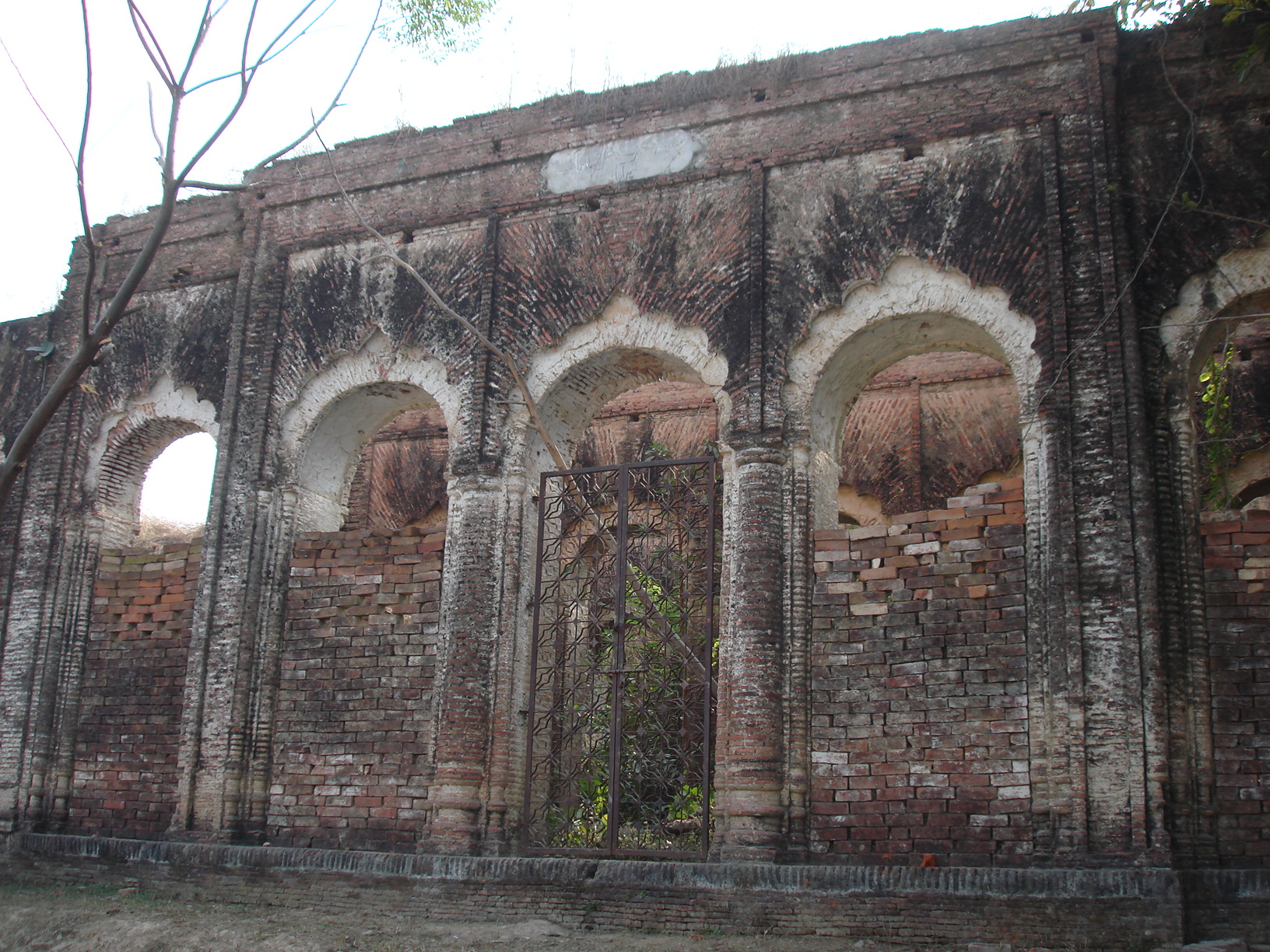
حسينية غفران مآب حيث دفن الهندي.

وفقاً لترجمة محسن الأمين للهندي في موسوعته أعيان الشيعة، فإنَّ وفاة الهندي كانت في السابع عشر من شهر صفر 1274 هـ في مدينته لكهنو، ومدفنه في حسينية غفران مآب، بجنب والده. أمّا الأصفهاني الكاظمي فيذكر في ترجمته للهندي في كتابه أحسن الوديعة أنّ وفاته كانت سنة 1273 هـ، وينقل عن محمد عباس التستري - تلميذ الهندي - الذي أرَّخ وفاته بالقول:
إلى أن يقول:

## مؤلفاته
من مؤلّفاته ومصنّفاته المذكورة في تراجمه:
| - مناهج التحقيق ومعارج التدقيق. في الفقه. - الإفادات الحسينية في تصحيح العقائد الدينية. في الرد على زعيمي الشيخيَّة أحمد بن زين الدين الأحسائي وكاظم الرشتي، وقد ذكره الطهراني بعنوان الإفادات الحسينية في صفات رب البرية ورد أباطيل الأحساوية. - رسالة في تجزي الاجتهاد. - رسالة في الشك في الركعتين الأولتين. - رسالة أصالة الطهارة. - الوجيز الرائق. في الفقه. - روضة الأحكام في مسائل الحلال والحرام. - الحديقة السلطانية في المسائل الإيمانية. - رسالة في النسبة بين الحقيقة والمنقول. - الأمالي. في التفسير والمواعظ؛ فيه تفسير الفاتحة والإخلاص والدهر وبعض آيات سورة البقرة. | - المجالس المفجعة في مصائب العترة الطاهرة. - الإرث. - طرد المعاندين عن رحمة رب العالمين. فارسي ذكره الطهراني في الذريعة نقلاً عن كشف الحجب والأستار وأوراق الذهب. - التجويد. - وسيلة النجاة. كتاب فارسي في علم الكلام إلى أواخر مباحث النبوة. - الحاشية على الرياض. حاشية على بابي الصوم والهبة من كتاب رياض المسائل وحياض الدلائل لعلي الطباطبائي. - حاشية على شرح الهداية الأثيرية. حاشية على شرح الهداية الأثيرية لملا صدرا، الذي هو شرح على كتاب الهداية الأثيرية لأثير الدين مفضل بن عمر الأبهري. - أعمال السنة. علّق محسن الأمين عند ذكره لهذا الكتاب بقوله أنّه «مذكور في مسودة الكتاب، ولم يذكر في الذريعة». |